# V. bojna skupina (Slovensko domobranstvo)
V. bojna skupina je bila bojna skupina (v moči bataljona), ki je delovala v sestavi Slovenskega domobranstva med drugo svetovno vojno.

## Zgodovina
Bojna skupina je bila ustanovljena decembra 1943 in bila februarja 1944 razpuščena. Zadolžena je bila za zaščito železniške proge Ljubljana-Planina.

## Poveljstvo
Poveljniki
- stotnik Miroljub Stamenković
- stotnik Ludvik Kolman

## Sestava
- štab
- 1. četa
- 2. četa
- 3. četa
- 4. četa
- 5. četa
- 6. četa